# Nowiny (powiat świdnicki)
Nowiny – kolonia w Polsce położona w województwie lubelskim, w powiecie świdnickim, w gminie Piaski.
W latach 1975–1998 miejscowość należała administracyjnie do województwa lubelskiego.
Kolonia jest sołectwem w gminie Piaski. Według Narodowego Spisu Powszechnego z roku 2011 kolonia liczyła 71 mieszkańców.